# Ricardo Infante
Ricardo Roberto „Beto” Infante (La Plata, 1924. június 21. – 2008. december 14.) argentin labdarúgócsatár, edző.
Az argentin válogatott tagjaként részt vett az 1958-as labdarúgó-világbajnokságon.